# Ayoub El Kaabi
Ayoub El Kaabi (Casablanca, 25 de junio de 1993) es un futbolista marroquí que juega como delantero en el Olympiacos F. C. de la Superliga de Grecia.

## Trayectoria
Nació y se crio en uno de los barrios más desfavorecidos de Casablanca, precisamente en el barrio Derb Milla, aunque su familia se mudó en la región de Mediouna. Como la mayoría de los jóvenes de la ciudad se interesó por el fútbol desde muy pequeño, en esos momentos la familia El Kaabi pasaba por momentos muy difíciles económicamente, a causa de eso Ayoub dejó los estudios para ponerse a trabajar a una temprana edad, para poder subvencionar las necesidades de la familia y en su tiempo libre jugaba al fútbol con sus amigos. Su entorno no dudó en aconsejarle jugar al fútbol con un equipo del barrio Hay Khadija. Después de pasar sólo unos meses en el club, el scout del Racing de Casablanca lo supervisó y lo fichó.  
Fue capaz de anotar 25 goles en la temporada 2016-2017 en el Racing de Casablanca en la GNF 2, destacando por encima de ellos un gol de chilena.
Después de esa gran temporada, lo fichó el Renaissance de Berkane con el que logró a base de goles y buenos partidos llevar al equipo a la cuarta plaza de la Botola y a las semifinales de la Copa del Rey, lo que le llevó a ser seleccionado para jugar la CHAN 2018 donde consiguió ser máximo goleador de la competición con 9 dianas.
El 11 de julio de 2018 lo fichó el Hebei China Fortune. En su primer partido oficial dio una asistencia de gol y en su segundo partido marcó un gol de volea.
En julio de 2019 regresó a Marruecos para jugar cedido en el Wydad Casablanca.
El 20 de agosto de 2021 se marchó al fútbol europeo tras firmar por dos años con el Hatayspor. Dejó el club en febrero de 2023 una vez que decidieron retirarse de la competición, como consecuencia de los terremotos que sufrió la región del equipo, y fichó por el Al-Sadd S. C. En agosto de ese mismo regresó a Europa después de incorporarse al Olympiacos F. C.
El 2 de mayo de 2024 marcó tres goles contra el Aston Villa para la victoria de Olympiacos F. C. 4-2 en la ida de semifinales de la Liga Europa Conferencia. Una semana después, en el partido de vuelta, anotó otros dos tantos para certificar que el equipo jugara la final, en la que marcó el único gol del encuentro y dio al club el primer título europeo de su historia.

## Estadísticas

### Clubes
| Club                           | Div.             | Temporada        | Liga  | Liga  | Copas nacionales  | Copas nacionales  | Copas internacionales | Copas internacionales | Total | Total | Media goleadora |
| Club                           | Div.             | Temporada        | Part. | Goles | Part.             | Goles             | Part.                 | Goles                 | Part. | Goles | Media goleadora |
| ------------------------------ | ---------------- | ---------------- | ----- | ----- | ----------------- | ----------------- | --------------------- | --------------------- | ----- | ----- | --------------- |
| Racing de Casablanca Marruecos | 2.ª              | 2016-17          | 33    | 25    | —                 | —                 | —                     | —                     | 33    | 25    | 0.76            |
| Racing de Casablanca Marruecos | Total club       | Total club       | 33    | 25    | 0                 | 0                 | 0                     | 0                     | 33    | 25    | 0.76            |
| RSB Berkane Marruecos          | 1.ª              | 2017-18          | 24    | 12    | 6[cita requerida] | 5[cita requerida] | 8                     | 6                     | 38    | 23    | 0.61            |
| RSB Berkane Marruecos          | Total club       | Total club       | 24    | 12    | 6                 | 5                 | 8                     | 6                     | 38    | 23    | 0.61            |
| Hebei F. C. China              | 1.ª              | 2018             | 13    | 5     | —                 | —                 | —                     | —                     | 13    | 5     | 0.38            |
| Hebei F. C. China              | 1.ª              | 2019             | 15    | 4     | 0                 | 0                 | —                     | —                     | 15    | 4     | 0.27            |
| Hebei F. C. China              | Total club       | Total club       | 28    | 9     | 0                 | 0                 | 0                     | 0                     | 28    | 9     | 0.32            |
| Wydad AC Marruecos             | 1.ª              | 2019-20          | 9     | 4     | 1                 | 1                 | 4                     | 4                     | 14    | 9     | 0.64            |
| Wydad AC Marruecos             | 1.ª              | 2020-21          | 29    | 18    | 4                 | 4                 | 10                    | 4                     | 43    | 26    | 0.6             |
| Wydad AC Marruecos             | Total club       | Total club       | 38    | 22    | 5                 | 5                 | 14                    | 8                     | 57    | 35    | 0.61            |
| Hatayspor Turquía              | 1.ª              | 2021-22          | 32    | 18    | 2                 | 0                 | —                     | —                     | 34    | 18    | 0.53            |
| Hatayspor Turquía              | 1.ª              | 2022-23          | 21    | 8     | 0                 | 0                 | —                     | —                     | 21    | 8     | 0.38            |
| Hatayspor Turquía              | Total club       | Total club       | 53    | 26    | 2                 | 0                 | 0                     | 0                     | 55    | 26    | 0.47            |
| Al-Sadd Catar                  | 1.ª              | 2022-23          | 7     | 2     | 6                 | 4                 | —                     | —                     | 13    | 6     | 0.46            |
| Al-Sadd Catar                  | Total club       | Total club       | 7     | 2     | 6                 | 4                 | 0                     | 0                     | 13    | 6     | 0.46            |
| Olympiacos F. C. · Grecia      | 1.ª              | 2023-24          | 31    | 17    | 0                 | 0                 | 19                    | 16                    | 50    | 33    | 0.66            |
| Olympiacos F. C. · Grecia      | 1.ª              | 2024-25          | 29    | 18    | 7                 | 2                 | 8                     | 7                     | 44    | 27    | 0.61            |
| Olympiacos F. C. · Grecia      | Total club       | Total club       | 60    | 35    | 7                 | 2                 | 27                    | 23                    | 94    | 60    | 0.64            |
| Total en carrera               | Total en carrera | Total en carrera | 243   | 131   | 26                | 16                | 49                    | 37                    | 318   | 184   | 0.58            |
| 1. 2. 3.                       |                  |                  |       |       |                   |                   |                       |                       |       |       |                 |

### Selecciones
| Selección | Año   | Amistosos | Amistosos | África | África | Mundial | Mundial | Total | Total | Media goleadora |
| Selección | Año   | Part.     | Goles     | Part.  | Goles  | Part.   | Goles   | Part. | Goles | Media goleadora |
| --------- | ----- | --------- | --------- | ------ | ------ | ------- | ------- | ----- | ----- | --------------- |
| Marruecos | 2018  | 4         | 2         | 8      | 9      | 2       | 0       | 14    | 11    | 0.79            |
| Marruecos | 2019  | 1         | 0         | 1      | 0      | —       | —       | 2     | 0     | 0               |
| Marruecos | 2021  | 1         | 0         | 11     | 8      | —       | —       | 12    | 8     | 0.67            |
| Marruecos | 2022  | 1         | 0         | 7      | 1      | —       | —       | 8     | 1     | 0.13            |
| Marruecos | 2023  | 2         | 1         | 2      | 1      | —       | —       | 4     | 2     | 0.5             |
| Marruecos | 2024  | 1         | 0         | 12     | 4      | —       | —       | 13    | 4     | 0.31            |
| Marruecos | 2025  | 2         | 2         | 0      | 0      | —       | —       | 2     | 2     | 1               |
| Total     | Total | 12        | 5         | 41     | 23     | 2       | 0       | 55    | 28    | 0.51            |
| 1. 2.     |       |           |           |        |        |         |         |       |       |                 |

#### Participaciones con la selección
| Torneo                                  | Sede            | Resultado        |
| --------------------------------------- | --------------- | ---------------- |
| Campeonato Africano de Naciones de 2018 | Marruecos       | Campeón          |
| Copa Mundial de Fútbol de 2018          | Rusia           | Primera fase     |
| Campeonato Africano de Naciones de 2020 | Camerún         | Campeón          |
| Copa Africana de Naciones 2021          | Camerún         | Cuartos de final |
| Copa Africana de Naciones 2023          | Costa de Marfil | Octavos de final |

### Tripletes
| 1 | 17 de enero de 2018     | Mohammed V, Casablanca                       | Marruecos - Guinea            |  | 3 - 1 | Campeonato Africano de Naciones 2018 |
| 2 | 28 de diciembre de 2019 | Mohammed V, Casablanca                       | Wydad AC - Atlético Petróleos |  | 4 - 1 | Liga de Campeones de la CAF 2019-20  |
| 3 | 9 de junio de 2021      | Mohammed V, Casablanca                       | Wydad AC - Difaa El Jadida    |  | 4 - 2 | Botola 2020-21                       |
| 4 | 27 de febrero de 2022   | Nuevo Estadio de Hatay, Antioquía            | Hatayspor - Yeni Malatyaspor  |  | 5 - 2 | Superliga 2021-22                    |
| 5 | 2 de mayo de 2024       | Villa Park, Birmingham                       | Aston Villa - Olympiacos      |  | 2 - 4 | Liga Europa de la UEFA 2023-24       |
| 6 | 11 de junio de 2024     | Estadio Alphonse Massemba-Débat, Brazzaville | Congo - Marruecos             |  | 0 - 6 | Clasificatorias Mundial 2026         |
| 7 | 24 de noviembre de 2024 | Estadio Georgios Karaiskakis, El Pireo       | Olympiacos - AEK Atenas F. C. |  | 4 - 1 | Superliga de Grecia 2024-25          |

## Palmarés

### Títulos nacionales
| Título                      | Club                   | País      | Año  |
| --------------------------- | ---------------------- | --------- | ---- |
| Copa del Trono              | Renaissance de Berkane | Marruecos | 2018 |
| Liga de Fútbol de Marruecos | Wydad Casablanca       | Marruecos | 2021 |
| Superliga de Grecia         | Olympiacos F. C.       | Grecia    | 2025 |
| Copa de Grecia              | Olympiacos F. C.       | Grecia    | 2025 |

### Títulos internacionales
| Título                             | Club (*)         | Sede      | Año  |
| ---------------------------------- | ---------------- | --------- | ---- |
| Campeonato Africano de Naciones    | Marruecos        | Marruecos | 2018 |
| Campeonato Africano de Naciones    | Marruecos        | Camerún   | 2020 |
| Liga Europa Conferencia de la UEFA | Olympiakos F. C. | Grecia    | 2024 |

(*) Incluyendo la selección.

### Distinciones individuales
| Distinción                                                           | Año  |
| -------------------------------------------------------------------- | ---- |
| Máximo goleador de la Liga Europa Conferencia de la UEFA (11 goles)  | 2024 |
| Mejor jugador del Liga Europa Conferencia de la UEFA                 | 2024 |
| Incluido en el equipo ideal de la Liga Europa Conferencia de la UEFA | 2024 |
| Mejor jugador extranjero de la Superliga de Grecia                   | 2024 |
| Mejor jugador de la temporada de la Superliga de Grecia              | 2024 |
| Incluido en el equipo ideal de la Superliga de Grecia                | 2024 |
| Máximo goleador de la Liga Europa de la UEFA (7 goles)               | 2025 |